# 崔鐘三
崔 鐘三（チェ・ジョンサム、최종삼、Choi Jong-Sam 、1948年2月11日 - ）は韓国の柔道選手。階級は軽量級。

## 人物
1971年のルートヴィヒスハーフェンで開催された世界選手権軽量級では、準決勝で野村豊和に背負投で敗れたものの銅メダルを獲得した。しかし、翌年のミュンヘンオリンピックには出場できなかった。現役を引退後は龍仁大学校の教官になった。2013年には韓国のスポーツ選手を強化するために設けられた泰陵選手村の責任者となった。

## 主な戦績
- 1971年 - 世界選手権　3位